# I Could Be The One
I Could Be The One er en sang af den svenske DJ Avicii og den hollandske DJ Nicky Romero. Sangen blev udgivet den 29. december 2012 via. Avicii Music AB, og den er dermed en af Aviciis tidligere succesfulde sange. Sangen bliver sunget af den svenske sanger Noonie Bao, som også sang i Aviciis "Fades Away" fra 2019. Sangen toppede som nummer 9 på den danske hitliste.

## Historie
Sangen var originalt kendt som NickTim (en blanding af Avicii (Tim Bergling) og Nicky Romeros (Nick Rottevel) navne), men blev senere navngivet "I Could Be The One". Instrumentalen blev først spillet af Avicii ved Super Glow eventet i Washington D.C. den 18. november 2011.
Versionen med vokalerne blev først spillet i Aviciis podcast "LE7ELS" den 4. november 2012, og en uge senere i Nicky Romeros "Protocol Radio"